# Mark Davis (Pornodarsteller)

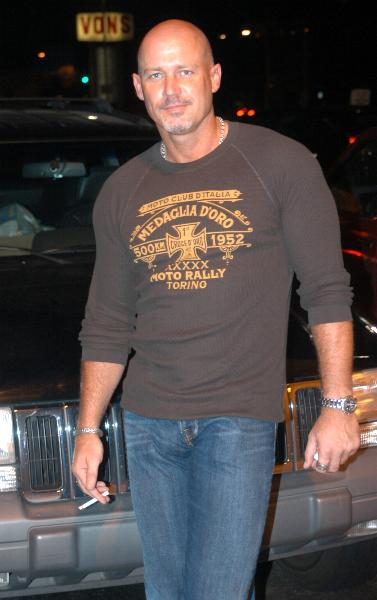
Mark Davis (2005)

Mark Davis (* 6. August 1965 in Essex, Großbritannien als Stephen Scott) ist ein britischer Pornodarsteller, Pornofilm-Regisseur und Striptease-Tänzer. Davis trat auch unter den Pseudonymen Mark und Scott James auf.

## Leben
Mark Davis wurde in England geboren. Die Familie wanderte 1981 nach Kanada aus. Nachdem er die High School abgeschlossen hatte, ging er nach Los Angeles, um dort nackt für das Frauenmagazin Playgirl zu posieren. Von 1984 bis 1989 war er Mitglied der Chippendales-Tanztruppe. Bei einem Auftritt wurde er entdeckt und weiterempfohlen. Im Januar 1993 drehte er seinen ersten pornografischen Film.

Während der Dreharbeiten zu einem Pornofilm verliebte er sich in seine Partnerin Kobe Tai. 
 Sie waren von 1996 bis 1999 verheiratet und drehten weiter gemeinsam Pornofilme. Danach war er mit der Pornodarstellerin Kitten verheiratet, ist aber mittlerweile wieder geschieden.
Davis ist Mitglied der AVN Hall of Fame und der XRCO Hall of Fame. 2001 wurde als „Best American Actor“ mit dem Hot d’Or ausgezeichnet. Er wurde auch 2009 bei den AVN Awards in der Kategorie „Best Group Sex Scene“ für den Film Icon ausgezeichnet, einer Szene zusammen mit Hillary Scott, Heidi Mayne, Alec Knight, Cheyne Collins und Alex Sanders.

## Filmografie (Auswahl)
- Garden Party (1997) mit Angela Austin, Jill Kelly, Asia Carrera, Raylene, Toni James, Roxanne Hall, Christina Angel
- Sensations (1996) (eine Neuverfilmung des Klassikers von Lasse Braun)
- Jenna's Revenge (1996) mit Jenna Jameson
- Satyr (1996) mit Jenna Jameson und Asia Carrera
- Sunset and Divine: The British Experience (auch Nine Minutes (1996). Er gibt hier den „Hugh“, Divine Brown spielt sich selbst.)
- Pick Up Lines #45 mit Tera Patrick
- New Wave Hookers 5 (1997)
- Kobe's Tie
- Mission Erotica mit Kobe Tai
- Fade To Blue (2000) mit Nikita (das ist nicht Nikita Denise, sondern das Penthouse Pet, Freundin von Vicca)
- Sex Secrets of a Mistress (1995) mit Christy Canyon.
- Fashionistas Safado – The Challenge (2006) von John Stagliano